# Dart
Dart（[KK] /dɑrt/, [DJ] /dɑ:t/）是一种适用于全球資訊網的開放原始碼程式語言，由Google主導開發，於2011年10月公開。它的開發團隊由Google Chrome瀏覽器V8引擎團隊的領導者拉爾斯·巴克主持，目標在於成為下一代結構化Web開發語言。
類似JavaScript，Dart也是一種物件導向語言，但是它採用類別為基的程式設計。它只允許單一繼承，語法風格接近C語言。

## 發展歷史
2011年Google在丹麥奧胡斯（Aarhus）舉行的“GOTO國際軟體開發大會”預告將釋出新網頁程式語言Dart，是一種類別為基的程式設計語言（class-based programming language），在所有瀏覽器都能夠有高效能的執行效率。2011年10月10日Google宣布推出Dart的預覽版。
Google在dartlang.org公布Dart開發工具及原始碼範例等內容，同時也提供相關虛擬機器平台。目前Dart有三種方式執行：一是在原生的虛擬機器上，二是將Dart程式碼轉成Javascript，直接在Javascript引擎上執行，三是將其編譯為可執行檔並執行。

### 标准化
ECMA已经成立技术委员会TC52展开标准化Dart的工作，同时由于Dart能够被编译成标准的JavaScript，它能够有效地在所有现代浏览器上运行。2014年7月，ECMA的第107次全体大会通过了第一版Dart语言规范。

## 範例
Hello World范例：
```
void
 
main
()
 
{

  
print
(
"Hello World!"
);

}

```

計算費氏數列函數：
```
// If int n > 2, return fib(n - 1) + fib(n - 2); 

// otherwise, return int 1 as result

int
 
fib
(
int
 
n
)
 
=>
 
(
n
 
>
 
2
)
 
?
 
(
fib
(
n
 
-
 
1
)
 
+
 
fib
(
n
 
-
 
2
))
 
:
 
1
;

void
 
main
()
 
{

  
print
(
'fib(20) = 
${
fib
(
20
)
}
'
);

}

```

匿名函数范例：
```
void
 
main
()
 
=>
 
print
(
fib
(
3
));

Function
 
fib
 
=
 
(
int
 
n
)
 
=>
 
(
n
 
>
 
2
)
 
?
 
(
fib
(
n
 
-
 
1
)
 
+
 
fib
(
n
 
-
 
2
))
 
:
 
1
;

```